# Jardines de la Memoria
Los Jardines de la Memoria, es un espacio ubicado en el cementerio municipal de San Fernando junto a un olivo centenario,en la ciudad de Córdoba (Andalucía, España) y dicho espacio está dedicado a las víctimas de la Guerra Civil y la represión franquista. Pese a que han pasado muchos años de la dictadura franquista, el Ayuntamiento de Córdoba justifico la construcción de este, porque es importante visibilizar la lucha que tuvieron esas personas por la libertad, los derechos humanos y los valores democráticos. Este espacio cuenta con placas con los nombres, fecha de nacimiento y lugar donde se les vio por última vez.